# Markovits Kálmán
Spizzai és kisterpesti gróf Markovits Kálmán (Budapest, 1931. augusztus 26. – Budapest, 2009. december 5.) kétszeres olimpiai bajnok vízilabdázó, edző. Felesége, Szőke Katalin kétszeres olimpiai bajnok úszó, Ghéczy Mária, majd Balogh Márta, világbajnok kézilabdázó. Fia, Markovits Ádám, Markovits László teniszbajnok.

## Pályafutása

### Játékosként
Az Árpád Gimnáziumban 1949-ben a (VIII.a) érettségizett. 1948 szeptember 23-án a Diákszövetség által rendezett futóversenyen 800 m-en első Markovits Kálmán VIII/a osztályos tanuló 2.24.2 mp. 1947-től a Neményi Madisz és az FTC, 1950-től a Vasas, majd 1962-től a Budapesti Spartacus vízilabdázója volt. 1951-től százharmincháromszor szerepelt a magyar válogatottban. 1952-ben, Helsinkiben és 1956-ban Melbourne-ben is tagja volt az olimpiai bajnokságot nyert magyar csapatnak. Aktív sportolói pályafutását 1966-ban fejezte be.

### Edzőként
Még aktív sportolóként 1959 és 1966 között a Budapesti Spartacus ügyvezető elnöke volt. 1963-1964-ben a Spartacus játékosedzője volt. A Testnevelési Főiskolán 1965-ben sportszervezői, 1966-ban szakedzői diplomát szerzett. 1966-tól 1968-ig a magyar vízilabda-válogatott szövetségi kapitánya volt. Irányítása alatt az 1968. évi nyári olimpiai játékokon a magyar csapat bronzérmet szerzett. 1968-ban lemondott a szövetségi kapitányi posztról és 1976-ig a mexikói vízilabda-válogatott mellett volt edző. 1976-ban hazatért és a Budapesti Honvéd edzője, majd 1976-ban ismét külföldre távozott és a Barcelona vezetőedzője lett. 1989-ben nyugalomba vonult. 1991-ben két évig a Mexikói Olimpiai Bizottság tanácsadójaként tevékenykedett. 1994-ben vízilabda-mesteredzői oklevelet kapott. Ugyanebben az évben az Úszó Hírességek Csarnoka tagjává választották.

## Sikerei, díjai

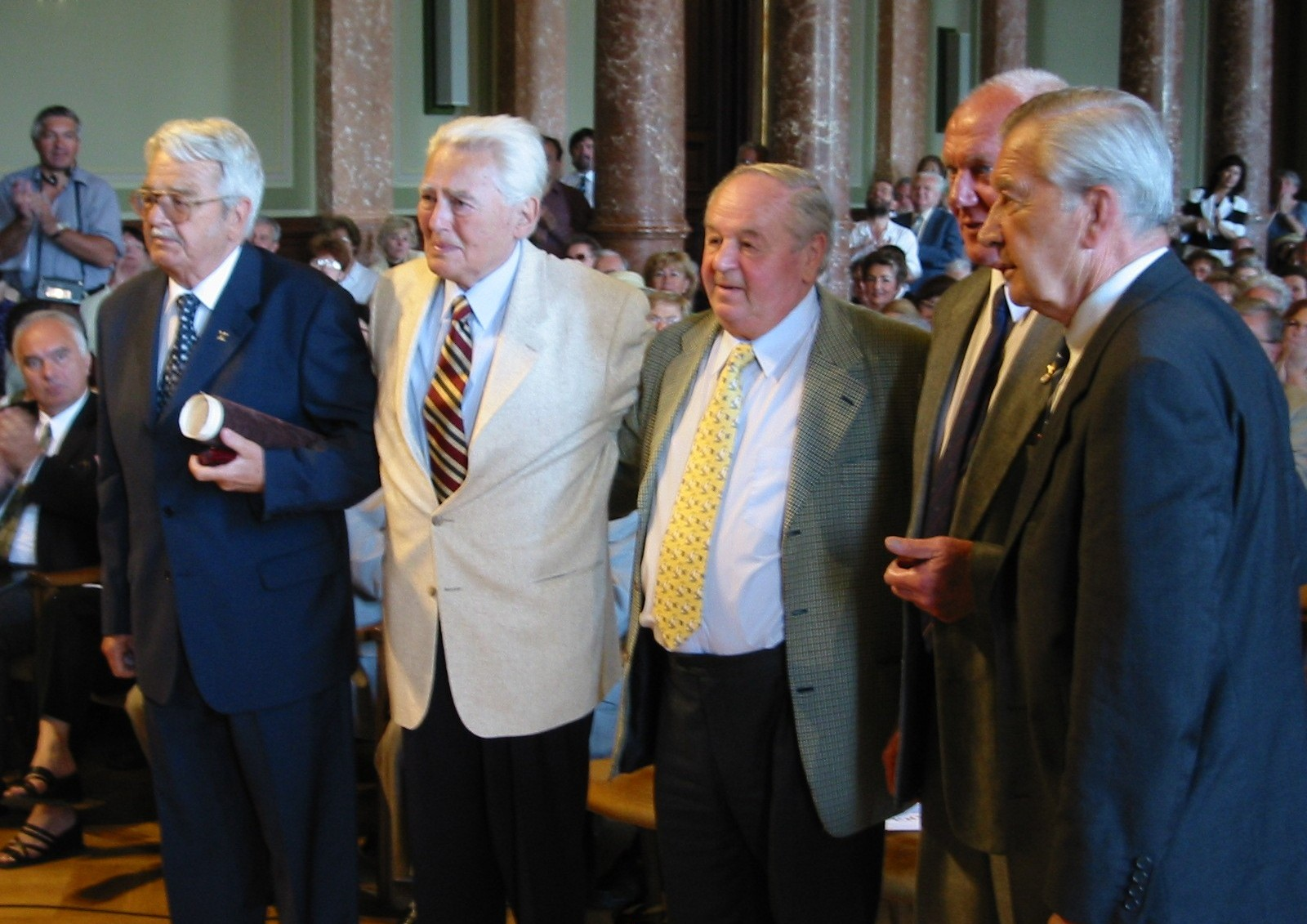
Az 1956-os melbourne-i olimpia aranyérmes vízilabdacsapatának 2004-ben még élő tagjai a Magyar Örökség díj átvételekor: Jeney László, Markovits Kálmán, Kárpáti György, Bolvári Antal, Gyarmati Dezső

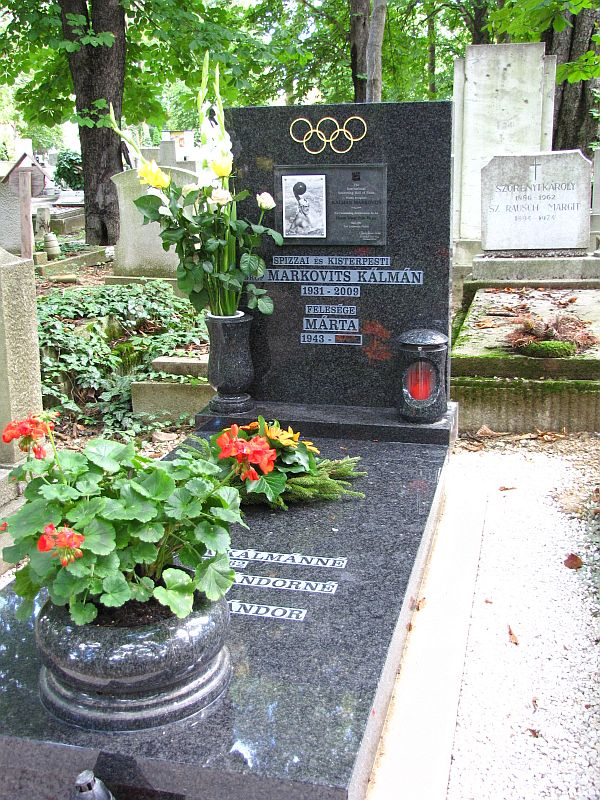
Markovits Kálmán sírja Budapesten, a Farkasréti temetőben

### Játékosként
- olimpiai bajnok (1952, 1956)
- olimpiai 3. helyezett (1960)
- Európa-bajnok (1954, 1958, 1962)
- főiskolai világbajnok (1951)
- magyar bajnok (1953)

### Edzőként
- olimpiai bronzérem (1968)
- Európa-bajnoki 5. helyezés (1966)
- BEK-győzelem (1981)
- Európai szuper kupa-győzelem (1981)

## Díjai, elismerései
- A Magyar Népköztársaság kiváló sportolója (1951)[3]
- A Magyar Népköztársaság Érdemes Sportolója (1954)[4]
- A Magyar Népköztársaság Kiváló Sportolója (1962)[5]
- A Magyar Köztársasági Érdemrend középkeresztje (1996)
- A Nemzeti Sportszövetség Életműdíja (2005)
- Gerevich Aladár-emlékérem (2009)

## Származása
| gr. Markovits Kálmán (Budapest, 1931. aug. 26.– 2009. dec. 5.) vízilabdázó, edző | Apja: gr. Markovits László (Nagyvárad, 1904. márc. 7.– Budapest, 1942. jún. 13.) | Apai nagyapja: gr. Markovits István (Bikács, 1876. ápr. 13.– Balatonberény, 1946. máj. 23.)       | Apai nagyapai dédapja: gr. Markovits Antal Károly (Dombegyháza, 1832. ápr. 15.– Nagyvárad, 1913. márc. 12.) |
| gr. Markovits Kálmán (Budapest, 1931. aug. 26.– 2009. dec. 5.) vízilabdázó, edző | Apja: gr. Markovits László (Nagyvárad, 1904. márc. 7.– Budapest, 1942. jún. 13.) | Apai nagyapja: gr. Markovits István (Bikács, 1876. ápr. 13.– Balatonberény, 1946. máj. 23.)       | Apai nagyapai dédanyja: Jakab Terézia (Nagyvárad, 1847. jan. 30.– Nagyvárad, 1928. márc. 26.)               |
| gr. Markovits Kálmán (Budapest, 1931. aug. 26.– 2009. dec. 5.) vízilabdázó, edző | Apja: gr. Markovits László (Nagyvárad, 1904. márc. 7.– Budapest, 1942. jún. 13.) | Apai nagyanyja: gyergyószentmiklósi Kövér Gabriella (Gyula, 1877. máj. 5.– Gyula, 1950. márc. 6.) | Apai nagyanyai dédapja: gyergyószentmiklósi Kövér László (1839.– 1898. nov. 13.)                            |
| gr. Markovits Kálmán (Budapest, 1931. aug. 26.– 2009. dec. 5.) vízilabdázó, edző | Apja: gr. Markovits László (Nagyvárad, 1904. márc. 7.– Budapest, 1942. jún. 13.) | Apai nagyanyja: gyergyószentmiklósi Kövér Gabriella (Gyula, 1877. máj. 5.– Gyula, 1950. márc. 6.) | Apai nagyanyai dédanyja: bajczai Beliczey Izabella (Gyula, 1844. okt. 24.– Gyula 1925. nov. 18.)            |
| gr. Markovits Kálmán (Budapest, 1931. aug. 26.– 2009. dec. 5.) vízilabdázó, edző | Anyja: Sántha Magdolna (Szabadka, 1907. szept. 8.– ?)                            | Anyai nagyapja: dr. Sántha Kálmán (Tenke, 1871. nov. 27.– ?)                                      | Anyai nagyapai dédapja: kiscsepcsényi Sántha Gyula                                                          |
| gr. Markovits Kálmán (Budapest, 1931. aug. 26.– 2009. dec. 5.) vízilabdázó, edző | Anyja: Sántha Magdolna (Szabadka, 1907. szept. 8.– ?)                            | Anyai nagyapja: dr. Sántha Kálmán (Tenke, 1871. nov. 27.– ?)                                      | Anyai nagyapai dédanyja: bilkei Bradách Mária                                                               |
| gr. Markovits Kálmán (Budapest, 1931. aug. 26.– 2009. dec. 5.) vízilabdázó, edző | Anyja: Sántha Magdolna (Szabadka, 1907. szept. 8.– ?)                            | Anyai nagyanyja: Maloschik Etelka (Budapest, 1873. okt. 28.– Budapest, 1962. nov. 14.)            | Anyai nagyanyai dédapja: Maloschik Ferenc                                                                   |
| gr. Markovits Kálmán (Budapest, 1931. aug. 26.– 2009. dec. 5.) vízilabdázó, edző | Anyja: Sántha Magdolna (Szabadka, 1907. szept. 8.– ?)                            | Anyai nagyanyja: Maloschik Etelka (Budapest, 1873. okt. 28.– Budapest, 1962. nov. 14.)            | Anyai nagyanyai dédanyja: Petrányi Mária (1841 körül– 1915. márc. 27.)                                      |